# Oecobius templi
Espèce
Oecobius templi est une espèce d'araignées aranéomorphes de la famille des Oecobiidae.

## Distribution
Cette espèce se rencontre en Égypte et au Soudan.

## Publication originale
- O. Pickard-Cambridge, 1876 : Catalogue of a collection of spiders made in Egypt, with descriptions of new species and characters of a new genus. Proceedings of the Zoological Society of London, vol. 1876, p. 541-630 (texte intégral).